# とらや饅頭

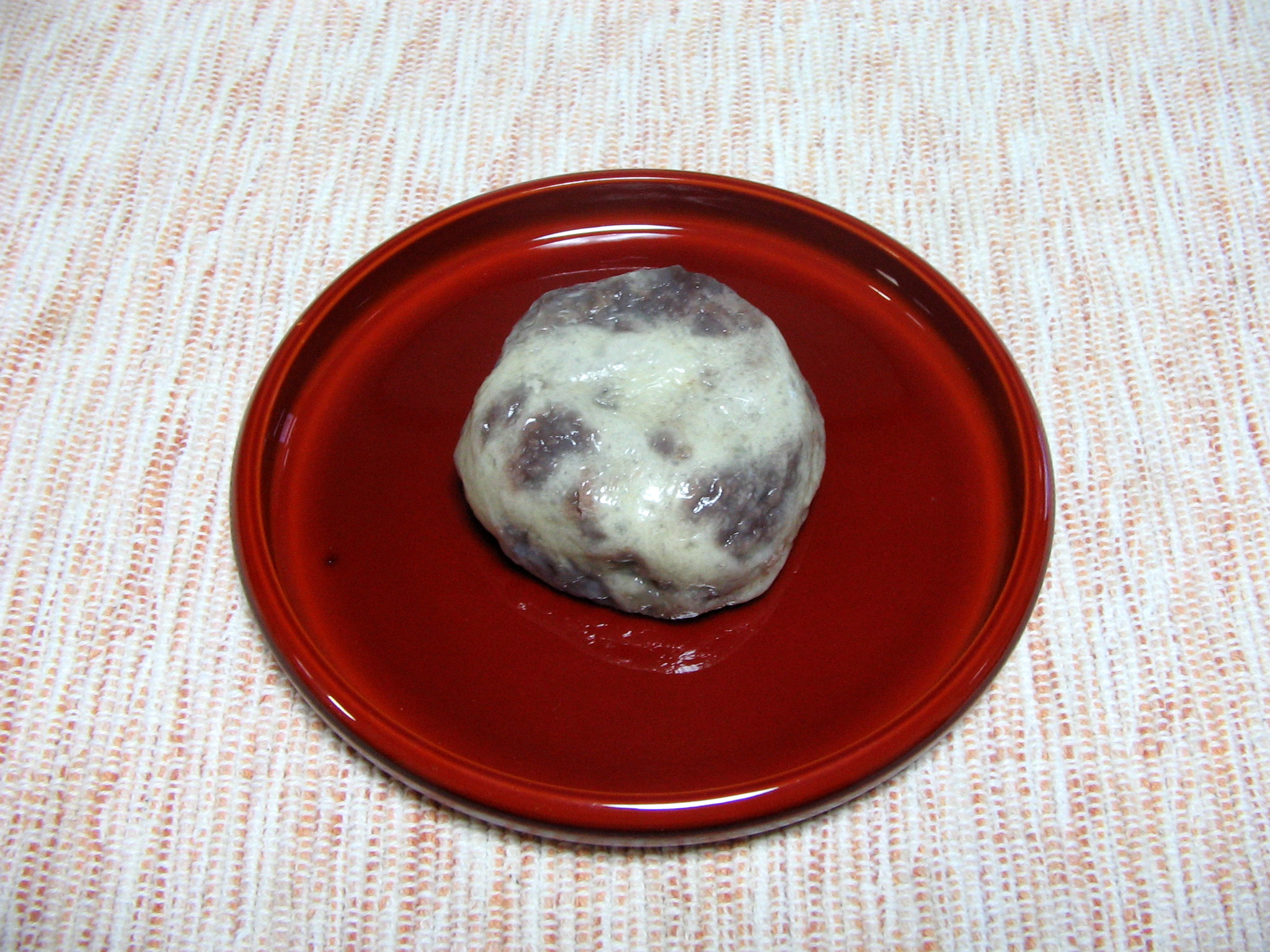
とらや饅頭

とらや饅頭（とらやまんじゅう）は、酒饅頭の一種。三重県桑名市の銘菓とされる。
薄皮で中に小豆のこし餡が入っている。1704年（宝永元年）創業の、とらや老舗（桑名市本町）が製造・販売を行っている。江戸時代には桑名宿の土産物などとして武士や町人に親しまれた。
もち米と麹で発酵させた酒素を小麦粉と混ぜて発酵させて生地を作り、その生地を薄皮にして、こし餡を包んで蒸すといった伝統的な製法で作られる。